# Holly bekavar
Holly bekavar (eredeti címe: Holly Slept Over) 2020-ban bemutatott amerikai vígjáték-filmdráma, melynek forgatókönyvírója és rendezője (debütálás) Joshua Friedlander. A főszerepben Josh Lawson, Nathalie Emmanuel, Britt Lower, Erinn Hayes és Ron Livingston látható.
A film 2020. március 3-án jelent meg Video on Demand platformokon a Sony Pictures Home Entertainment forgalmazásában.

## Szereplők
| Szerep | Színész           | Magyar hang    |
| ------ | ----------------- | -------------- |
| Noel   | Josh Lawson       | Szabó Máté     |
| Holly  | Nathalie Emmanuel | Solecki Janka  |
| Audra  | Britt Lower       | Németh Borbála |
| Marnie | Erinn Hayes       | Mezei Kitty    |
| Peter  | Ron Livingston    | Varga Gábor    |

## Gyártás
A forgatás 2017 októberében kezdődött a New York állambeli Syracuseban.